# بيتر آدامز (سياسي)
بيتر آدامز هو جغرافي وأكاديمي وسياسي كندي، ولد في 17 أبريل 1936 في المملكة المتحدة، وتوفي في 28 سبتمبر 2018 في كندا. حزبياً، نشط في الحزب الليبرالي الكندي والحزب الليبرالي في أونتاريو ‏. وقد انتخب عضو برلمان مقاطعة أونتاريو عن دائرة Peterborough—Kawartha (provincial electoral district) ‏ (1987 – 1990) وانتخب عضو مجلس العموم الكندي عن دائرة Peterborough—Kawartha (federal electoral district) ‏ (1993 – 2006).